# Ashby St. Mary
Ashby St. Mary är en civil parish i Storbritannien.   Den ligger i grevskapet Norfolk och riksdelen England, i den sydöstra delen av landet, 160 km nordost om huvudstaden London. Antalet invånare är 297. Arean är 2,0 kvadratkilometer.
Terrängen i Ashby St. Mary är mycket platt.